# Гуршнер, Густав
Густав Гуршнер (нем. Gustav Gurschner; 28 сентября 1873, Мюльдорф, Германия — 2 августа 1970, Вена, Австрия) — австрийский художник, скульптор, мастер декоративно-прикладного искусства в стиле модерн.

## Биография
Гуршнер Густав родился в семье геодезиста Альфонса Гуршнера и Алоизии Грасс.
Посещал начальную и гражданскую школу в Больцано.
В 1885 году поступил обучению деревообработки и камнеобработки в училище в Больцано
В 1888 году по совету своего учителя Бознера Хайдера поступил в Школу прикладных искусств в Вене, где с 1891 по 1894 годы проходил обучение у Августа Кюне и Отто Кёнига.
После службы в армии в качестве добровольца переехал в Мюнхен, где хотел обучаться монументальной скульптуре.
В 1897 году женился на писательнице Алисе Поллак.
В том же году Гуршнер отправился в Париж, где на него оказало влияния искусство мастеров модерна. Он был вдохновлен их работами, в частности Александром Шарпантье, который призывал его к разработке повседневных объектов и небольших скульптур. Он создал множество предметов, таких как дверные ручки, подсвечники, электрические лампы, пряжки ремней и многие другие предметы ежедневного домашнего использования.
В 1898 году участвовал в первой экспозиции Венского сецессиона.
Так же Гуршнер объединил свои усилия с единомышленниками группы «Хагенбунда», и долгое время был председателем этой ассоциации художников.
Основным жанром в живописи Гуршнера была портретная живопись. Он изображал членов Австрийского императорского дома, политиков, художников, промышленников и дворян. Стилистически он был противником направлений от экспрессионизма до абстрактного искусства и оставался верным идеям модерна. Но основные его работы состоят в основном из функциональных объектов, таких как пепельницы, электрические лампы, дверные ручки, а также ювелирные изделия.
В 1914 году Гуршнер разработал медали и униформу для принца Албании.
В начале XX века его работы были представлены в Нью-Йоркских галереях, так как он считался значительным венским художником.